# ترنس ترنت داربی
 ترنس ترنت داربی، خواننده و ترانه‌سرای آمریکایی است که با اولین آلبوم استودیویی خود، معرفی خط سخت طبق گفته ترنس ترنت داربی (۱۹۸۷) به شهرت رسید. این آلبوم شامل تک‌آهنگ‌های «اگر بگذار من بمانم»، «اسم خودت را امضا کن»، «خواهر کوچولو برقص» و «آرزوی خوب» بود.
مایتریا در سال ۲۰۰۳ با مجری تلویزیون ایتالیایی و معمار فرانچسکا فرانکونه ازدواج کرد آنها دو پسر دارند.

## زندگی‌نامه
ترنس ترنت داربی در سال ۱۹۶۲ در منهتن به دنیا آمد مادر او فرانسیس هاوارد، خواننده انجیل، معلم و مشاور است. فرانسیس هاوارد با اسقف جیمز بنجامین داربی ازدواج کرد که ناپدری او شد و او را بزرگ کرد. او نام خانوادگی این ناپدری را برگزید و بعداً آپستروف را اضافه کرد.
او به عنوان بوکسور در اورلاندو تمرین کرد و در سال ۱۹۸۰ قهرمانی سبک‌وزن دستکش طلایی فلوریدا را به دست آورد. او پیشنهادی برای حضور در مدرسه بوکس در ارتش ایالات متحده دریافت کرد، اما به جای آن به کالج رفت. او پس از ثبت نام در دانشگاه فلوریدا مرکزی، یک سال بعد از این کار انصراف داد و در ارتش ایالات متحده ثبت نام کرد. او در لشکر ۳ زرهی، نزدیک فرانکفورت، آلمان غربی خدمت کرد. او در آوریل ۱۹۸۳ پس از غیبت بدون مرخصی به دادگاه نظامی محکوم رفت و از ارتش اخراج شد. زمانی که در آلمان غربی بود، به عنوان رهبر گروه با گروه The Touch کار کرد و آلبومی به نام Love on Time (1984) منتشر کرد.
در سال ۱۹۸۶، او آلمان غربی را به مقصد لندن ترک کرد، جایی که برای مدت کوتاهی با The Bojangles که گروه پشتیبان او در تور سال ۱۹۸۸ بودند، بازی کرد. او در لندن قراردادی با CBS Records امضا کرد.

## آهنگ‌شناسی
- معرفی خط سخت به روایت ترنس ترنت داربی (۱۹۸۷)
- نه ماهی نه گوشت (۱۹۸۹)
- سمفونی یا لعنتی (۱۹۹۳)
- ویبراتور (۱۹۹۵)
- عجایب (۲۰۰۱)
- فرشتگان و خون‌آشام‌ها - جلد اول (۲۰۰۵)
- فرشتگان و خون‌آشام‌ها - جلد دوم (۲۰۰۶)
- نیگور مورتیس (۲۰۰۹)
- ابوالهول (۲۰۱۱)
- بازگشت به Zooathalon (2013)
- ظهور اربابان زمان زوگبری (۲۰۱۵)
- پرومتئوس و پاندورا (۲۰۱۷)
- خانه بازی پاندورا (۲۰۲۱)

## فیلم‌شناسی
- 1984: Schulmädchen '84 (فیلم بلند به کارگردانی نیکولای مولرشون)
- 1993: Heimat II: A Chronicle of a Generation (سریال تلویزیونی، ۱ قسمت، "Kennedys Kinder")
- ۱۹۹۹: لرزش، جغجغه و رول: یک داستان عاشقانه آمریکایی در نقش جکی ویلسون (مینی سریال تلویزیونی)
- ۱۹۹۹: کلابلند در نقش توبی (فیلم بلند به کارگردانی مری لمبرت)
- ۲۰۰۰: شوک ثابت (مجموعه تلویزیونی، ۱ قسمت، "They're Playing My Song" به عنوان دی جی راک)